# Marcel Grifnée
Marcel Grifnée (nascido em 7 de fevereiro de 1947) é um ex-ciclista de estrada belga. Representou seu país, Bélgica, nos Jogos Olímpicos de Verão de 1968 na corrida de 100 km contrarrelógio por equipes. A equipe belga terminou na décima oitava posição.